# Sanne-Samina Hanssen
Pour les articles homonymes, voir Hanssen.
 (janvier 2019).
Si vous disposez d'ouvrages ou d'articles de référence ou si vous connaissez des sites web de qualité traitant du thème abordé ici, merci de compléter l'article en donnant les références utiles à sa vérifiabilité et en les liant à la section « Notes et références ».
Sanne-Samina Hanssen, née le 2 août 1988 à Kessel-Eik, est une actrice, présentatrice et enseignante néerlandaise.

## Filmographie

### Cinéma et téléfilms
- 2009 : Hextasia : Morag
- 2010-2011 : Het Huis Anubis en de Vijf van het Magische Zwaard (nl) : Anastacia van Emeryck-Reehorst
- 2010 : Het Huis Anubis: De Vijf en de Toorn van Balor (nl) : Anastacia van Emeryck-Reehorst
- 2018 : Zie mij graag (nl) : Sien
- 2019 : Shit Happens : Maria
- 2020 : Undercover : Lisa de Wit / Sharon[2]

## Animation
- 2006 : Kinjerkraom : Présentatrice